# Adam Reed

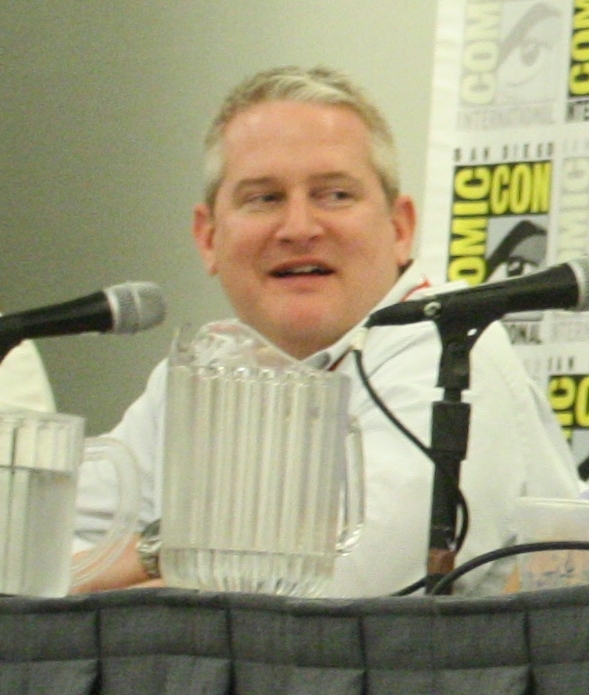
Adam Reed

Adam Brooks Reed es un actor de voz, escritor, director y productor estadounidense, más conocido por sus producciones para Adult Swim.
Ha sido actor de doblaje, guionista, director y productor de Sealab 2021 y Frisky Dingo, que fue cocreado con Matt Thompson. 
Reed está trabajando actualmente en FX en la serie de televisión Archer, que inició su primera temporada en enero de 2010.
Adam Reed y su compañero Matt Thompson comenzaron con Cartoon Network haciendo varios trabajos hasta que llegaron con su propio show llamado High Noon Toons en mediados de los años 90. 